# Midkiff Rock
Midkiff Rock är en kulle i Antarktis. Den ligger i Västantarktis. Inget land gör anspråk på området. Toppen på Midkiff Rock är 536 meter över havet.
Terrängen runt Midkiff Rock är platt åt nordost, men åt sydväst är den kuperad. Trakten är obefolkad. Det finns inga samhällen i närheten.